# 中國烯谷集團
中國烯谷集團有限公司，簡稱中國烯谷集團（英語：China Graphene Group Limited，港交所：0063），屬於由新加坡鴻福實業有限公司旗下公司，在1996年於百慕達成立，也就是由榮豐投資有限公司（鴻福地產投資有限公司前身），在1996年10月15日換取上市，前身為「榮豐國際有限公司」。
主要業務在香港經營房地產投資及物業管理，而公司總部在中環皇后大道中九號。核數師為陳葉馮會計師事務所。

## 外部參考
- https://www.00063.cn （页面存档备份，存于）